# Thibaut Humbert
Thibaut Humbert es un deportista francés que compitió en duatlón. Ganó una medalla de plata en el Campeonato Mundial de Duatlón de Larga Distancia de 2011.

## Palmarés internacional
| Campeonato Mundial | Campeonato Mundial | Campeonato Mundial | Campeonato Mundial |
| Año                | Lugar              | Medalla            | Prueba             |
| ------------------ | ------------------ | ------------------ | ------------------ |
| 2011               | Zofingen (Suiza)   | Medalla de plata   | Individual         |